# Славеєво (Хасковська область)
Славе́єво (болг. Славеево) — село в Хасковській області Болгарії. Входить до складу общини Івайловград.

## Населення
За даними перепису населення 2011 року у селі проживали 223 особи.
Національний склад населення села:
| Національність   | Кількість осіб | Відсоток |
| ---------------- | -------------- | -------- |
| болгари          | 110            | 80,9%    |
| цигани           | 0              | 0%       |
| інша             | 12             | 8,8%     |
| Всього відповіли | 136            |          |

Розподіл населення за віком у 2011 році:
Динаміка населення: